# Догопчан
Догопчан — упразднённое село в Каларском районе Забайкальского края России. На момент упразднения входило в состав Нелятинского сельского округа. Исключено из учётных данных в 2001 году.

## География
Село находилось в западной части района, на правом берегу реки Витим в месте впадения в неё протоки Догопчан, на расстоянии примерно 8 километров (по прямой) к юго-востоку от посёлка Усть-Муя.

## История
В советские годы село являлось отделением колхозов «Новый путь» и «Красный таёжник».